# Wolfgang Oberröder
Wolfgang Oberröder (* 1. März 1942 in München; † 17. Mai 2022) war ein deutscher römisch-katholischer Priester, Pastoraltheologe und Autor. Er lehrte über zwanzig Jahre lang an der Katholischen Universität Eichstätt-Ingolstadt, zunächst als Praxisanleiter, dann als Professor für Theorie und Praxis der Gemeindepastoral.

## Leben
Oberröder wuchs in Augsburg auf. Eine erste Ausbildung absolvierte er im kaufmännisch-technischen Bereich mit dreijährigen Auslandsstudien in England, Frankreich und Schweden. Anschließend studierte er Theologie und Philosophie in Dillingen/Donau, Münster/Westfalen und Augsburg. Am 18. Juni 1972 empfing er im Hohen Dom zu Augsburg die Priesterweihe.
Oberröder wurde Kaplan in der Stadtpfarrei St. Georg in Augsburg und zugleich Wissenschaftlicher Assistent am Lehrstuhl für Pastoraltheologie bei Karl Forster an der Universität Augsburg. 1976 wurde mit einer Dissertation über die „Synodale Mitverantwortung in der Kirche. Möglichkeiten und Grenzen einer institutionalisierten Mitwirkung der Gläubigen an Entscheidungen des kirchlichen Amtes“ zum Dr. theol. promoviert. Von 1977 bis 1986 war er Pfarrer in St. Vitus, Neusäß-Ottmarshausen und Gründungsdirektor des Instituts für theologisch-pastorale Fortbildung. Er wurde Domvikar am Dom zu Augsburg, war  Vorsitzender der Planungskommission der Diözese Augsburg und erhielt einen Lehrauftrag für Pastoraltheologie an der Fachakademie für Gemeindepastoral in Neuburg/Donau.
Im Oktober 1986 wurde er als Praxisanleiter für Studierende der Religionspädagogik und Kirchliche Bildungsarbeit an die Katholische Universität Eichstätt berufen mit Dienstort München an der dortigen Teilfakultät. Außerdem war er Hausgeistlicher im Kreszentia-Stift München. Von 1994 bis 2007 hatte er eine Professur für Theorie und Praxis der Gemeindepastoral an der Katholischen Universität Eichstätt-Ingolstadt inne. Während zweier Wahlperioden war er Dekan der Fakultät. Während drei Wahlperioden Studiendekan, eine Wahlperiode Senator an der Katholischen Fakultät.
Seit Januar 1998 war er Superior der Kongregation der Kreszentia-Schwestern und Vorsitzender des Stiftungsrats im Kreszentia-Stift. Am 1. Februar 2002 verlieh ihm Papst Johannes Paul II. den Ehrentitel Kaplan seiner Heiligkeit mit dem Titel Monsignore. 2008 wurde er als Professor emeritiert. Am 29. Februar 2012 verlieh ihm Papst Benedikt XVI. den Titel eines Päpstlichen Ehrenprälaten. 
Wolfgang Oberröder starb im Mai 2022 nach langer Krankheit im Alter von 80 Jahren.

## Veröffentlichungen
Seit 1972 leistete Oberröder regelmäßige Mitarbeit in der Sonntagszeitung für die Diözese Augsburg und in der Predigtzeitschrift „Praedica verbum“, des Weiteren verfasste er Beiträge in Fachzeitschriften wie „Klerusblatt“ und seit 2001 in der Münchner Kirchenzeitung. Außerdem war er Autor von Beiträgen bei Rundfunksendern wie „Münchner Kirchenradio“ und „Radio Horeb“.
- Aspekte der Mitverantwortung in der Kirche. Donauwörth 1977, ISBN 3-403-00805-3
- Impulse. Texte zum Christsein in der Gegenwart. Donauwörth 1978, ISBN 3-403-00898-3.
- Sein Weg – Mein Weg. Kreuzwegbetrachtungen. Freising 1984, ISBN 3-7838-0298-9.
- Sorgt euch nicht ängstlich. Lebenshilfen aus dem Glauben. Donauwörth 1985, ISBN 3-403-01661-7.
- Hilf mir beten, Herr. Beten mit dem Johannesevangelium. Donauwörth 1987, ISBN 3-403-01854-7.
- Alter Glaube in neuer Zeit. Das Apostolische Glaubensbekenntnis vor den Fragen der Gegenwart. Freising 1989, ISBN 3-7838-3086-9.
- Lebensfragen – Glaubensfragen. Wie sich Glaube mit Leben füllt und wie Leben vom Glauben erfüllt wird. Donauwörth 1989, ISBN 3-403-01961-6.
- Ich muß nach Rom. Ein Pilgerführer durch das christliche Rom. Donauwörth 1990, ISBN 3-403-01545-9.
- Im Dialog mit der Jugend. Elternratgeber Erzieher. Donauwörth 1991.
- Wozu in die Kirche gehen? Zum Verständnis der Meßfeier (nicht nur) für junge Leute. Donauwörth 1992, ISBN 3-403-01638-2.
- Kinder beten. Donauwörth 1992.
- Ich bin dir wieder gut. Buß- und Beichtbüchlein für Kinder. Donauwörth 1992, ISBN 3-403-01738-9.
- Ich gehe gern zur Kirche. Kindermeßbuch. Donauwörth 1992.
- Folge mir nach. Ein Pilgerführer zu heiligen Stätten in Israel. Donauwörth 1994, ISBN 3-403-01047-3.
- Jetzt ist die Zeit – Jetzt ist die Stunde. Donauwörth 2002, ISBN 3-87904-291-8.
- Die  Kongregation der Kreszentia-Schwestern in München. Geschichte und Gegenwart. St. Ottilien o. J. (2003).
- Du Mutter der Gnade. Mariengebete und Gebetsführer zu Stätten der Marienverehrung. Donauwörth 2004, ISBN 3-87904-298-5.
- Gläubiges Leben – lebendiges Glauben. Eine Ermutigung zum Christsein. St. Ottilien 2006, ISBN 978-3-8306-7253-1.
- Menschenwege – Gotteswege. Gedanken zur Kirche von heute für morgen. St. Ottilien 2008, ISBN 978-3-8306-7307-1.
- Beten mit Paulus. Betrachtungen und Gebete. St. Ottilien 2008, ISBN 978-3-8306-7339-2.
- Gefragte Antworten – beantwortete Fragen. Klarstellungen zum katholischen Glaubens- und Lebensverständnis. St. Ottilien 2009, ISBN 978-3-8306-7389-7.
- Gut katholisch. Eine Ermutigung für kirchliche Engagierte. St. Ottilien 2010, ISBN 978-3-8306-7453-5.
- LebensWorte. 100 Kostbarkeiten aus der Heiligen Schrift. St. Ottilien 2011, ISBN 978-3-8306-7520-4.
- Das Kaleidoskop von Glauben und Leben. St. Ottilien 2013, ISBN 978-3-8306-7634-8.
- Katholisch -  was ist das? St. Ottilien 2014, ISBN 978-3-8306-7697-3.
- Über den Tag hinaus St. Ottilien 2016, ISBN 978-3-8306-7765-9.
- Auf den Punkt gebracht St. Ottilien 2017, ISBN 978-3-8306-7836-6.

### Herausgeberschaft
- Wolfgang Oberröder (Hrsg.): Gemeinde konkret 1:  Strukturen-Fragen-Modelle. Steppach 1980.
- Wolfgang Oberröder (Hrsg.): Gemeinde konkret 2:  Zeugnis unserer Hoffnung. Steppach 1982.